# Zanthoxylum piasezkii
Zanthoxylum piasezkii är en vinruteväxtart som beskrevs av Carl Maximowicz. Zanthoxylum piasezkii ingår i släktet Zanthoxylum och familjen vinruteväxter. Inga underarter finns listade i Catalogue of Life.